# Lucy (Australopithecus)
Lucy, tên thường gọi của AL 288-1, hàng trăm mảnh hóa thạch xương đại diện cho 40% bộ xương của một người phụ nữ thuộc loài Australopithecus afarensis thuộc Tông người. Lucy được nhà cổ nhân loại học Donald Johanson làm việc cho Bảo tàng lịch sử tự nhiên Cleverland, Yves Coppens và Maurice Taïeb tìm thấy vào năm 1974 gần làng Hadar trong thung lũng Awash phía bắc Ethiopia.
Lucy là một mẫu vật australopithecine thời đầu và có niên đại khoảng 3,2 triệu năm trước. Lucy có chiều cao 1,1 mét (3 ft 7 in) và nặng khoảng 29 kg (64 lb), được các nhà khoa học xác định là giống cái do phần xương chậu lớn, cô vẫn có tay dài hơn so với chân nhưng không phải là dài như của một con tinh tinh. Lucy có hộp sọ nhỏ và cấu trúc khuôn mặt giống với loài khỉ đột, với những đặc điểm gần giống với hộp sọ của con người. Đặc điểm quan trọng nhất chính là cấu tạo của đầu gối và cột sống cong, mà từ đó các nhà khoa học kết luận Lucy có thể đi bằng 2 chân như con người.
Lucy trở nên nổi tiếng trên toàn thế giới, và câu chuyện về việc khám phá và tái tạo lại Lucy được xuất bản thành một cuốn sách bởi Johanson. Từ năm 2007, các mẫu hóa thạch được lắp ráp hoàn chỉnh và được đưa đi khắp các thành phố tại Mỹ để người dân có thể được nhìn thấy hình hài của tổ tiên loài người. Cuộc triễn lãm này được gọi là Lucy's Legacy: The Hidden Treasures of Ethiopia'. Năm 2013, Lucy được trao trả về Ethiopia và được lưu giữ tại bảo tàng Quốc gia Ethiopia.